# アヅマヤ百貨店
アヅマヤ百貨店（アヅマヤひゃっかてん）は、1919年（大正8年）から2000年（平成12年）まで宮崎県延岡市にあった日本の百貨店である。

## 歴史・概要
1919年（大正8年）に永野作一が延岡市船倉町で繊維品の卸売業を創業したのが始まりである。
1935年（昭和10年）に延岡市船倉町と中町の交差点の角に3階建ての洋館を建設し、「アヅマヤ洋品店」として洋品雑貨の専門店を開業した。
そして、1936年（昭和11年）1月30日に延岡市中町649番地に資本金10万円で「合名会社アヅマヤ洋品店」を設立して法人化した。
しかし、第2次世界大戦の戦災で店舗を焼失し、戦後復興させた。
そして、1951年（昭和26年）4月1日に資本金1000万円で「アヅマヤ株式会社」を設立した。
1958年（昭和33年）4月に日向店を開設し、同年6月に山下店を開設した。
延岡駅前が市内で最も発展するとの考えから、井上旅館の跡地に3階建ての建物を建設して、1959年（昭和34年）10月22日にアヅマヤ百貨店として開業した。
この店舗には、宮崎県北部で初のエスカレーターが設置され、始めて乗る子供たちの人気を集めたとされている。
そして、1965年（昭和40年）3月1日に「株式会社アヅマヤ百貨店」を設立し、同社に小売部門を分離して、幸町店を継承させた。
1965年（昭和40年）12月24日には百貨店法に基く百貨店としての認可を受け、5階建てに増築して1966年（昭和41年）11月13日に同法に基づいた本格的な百貨店を開業した。
その後、寿屋の進出や旭化成サービスの増設に対抗するため南側の土地を買収し、1969年（昭和44年）11月に1,917m2増床して売場面積約5,412m2とした。
また、同年2月には日向市にも百貨店を出店した。
贈答品などについて三越から商品供給を受け、高級品の取り扱いの強化も図った。
屋上遊園地のある地上8階建ての建物に展望レストランを持ち、宮崎県北部唯一の百貨店として人気を集めた。
寿屋や旭化成サービスと共に延岡の3台店舗として激しい商戦を繰り広げた。
1981年（昭和56年）にシジシージャパンに加盟した。
1982年（昭和57年）3月に高島屋と業務提携をした。
1991年（平成3年）4月15日に日向店を閉店した。
1995年（平成7年）に「Aカード」として「日専連延岡」と提携して割引や金利優遇などの販売促進策を行い、近隣の商店街との連携を強めて集客力の向上を図った。
しかし、郊外型ショッピングセンターとの競合などで業績不振に陥り、2000年（平成12年）8月29日に負債総額約15億円を抱えて宮崎地方裁判所延岡支部に民事再生法の適用申請を行ったが、資金難のため同年12月31日に閉店に追い込まれ、その歴史に終止符を打った。
跡地は民事再生手続きの廃止に伴い、宮崎地方裁判所延岡支部により競売にかけられたが、落札されなかったため、延岡商工会議所の関連企業である延岡商工会館が約1.3億円で任意売却の形で取得した。
2002年（平成14年）11月23日に駐車場となった。
その後2006年（平成18年）5月に地元延岡出身の安部清明社長が経営するティナプリが跡地などを借入れて公共施設と商業施設の複合ビルを建設することを発表し、2007年（平成19年）にココレッタ延岡としてオープンした。

## 年表
- 1919年（大正8年） - 永野作一が延岡市船倉町で繊維品卸売業を創業[8]。
- 1935年（昭和10年） - 延岡市中町に3階建ての洋館を建設し、「アヅマヤ洋品店」として洋品雑貨店を開業[8]。
- 1936年（昭和11年）1月30日 - 延岡市中町649番地に資本金10万円で「合名会社アヅマヤ洋品店」を設立して法人化[9]。
- 第2次世界大戦 - 戦災で店舗を焼失[8]。
- 1951年（昭和26年）4月1日 - 「アヅマヤ株式会社」を設立[11]。
- 1959年（昭和34年）10月22日 - アヅマヤ百貨店を開業[3]。
- 1965年（昭和40年）
  - 3月1日 - 「株式会社アヅマヤ百貨店」を設立し[2]、同社に小売部門を分離して[11]、幸町店を継承[1]。
  - 12月24日 - 百貨店法に基く百貨店としての認可を受け[1]。
- 1966年（昭和41年）11月13日 - 5階建てに増築して百貨店法に基づいた本格的な百貨店を開業[13]。
- 1969年（昭和44年）
  - 2月 - 日向市にも百貨店を出店[6]。
  - 11月 - 売場面積約5,412m2へ増床[15]。
- 1981年（昭和56年） - シジシージャパンに加盟[18]。
- 1982年（昭和57年）3月 - 高島屋と業務提携[19]。
- 1991年（平成3年）4月15日 - 日向店を閉店[7]。
- 2000年（平成12年）
  - 8月29日 - 負債総額約15億円を抱えて宮崎地方裁判所延岡支部に民事再生法の適用を申請[21]。
  - 12月31日 - 資金難のため閉店[4][17]。
- 2002年（平成14年）11月23日 - 店舗跡の駐車場が開業[22]。
- 2007年（平成19年） - 店舗跡のココレッタ延岡が開業[23]。

## かつて存在した店舗
- （初代）アヅマヤ洋品店（延岡市大字中町649[24]、1935年（昭和10年）開店[8]）
- 幸町店（延岡市幸町2-127[25]）
- （2代目）アヅマヤ洋品店（延岡市山下町3520[25]、1958年（昭和33年）6月開店[12]）
- 日向支店（日向市大字日知屋9180[25]、1958年（昭和33年）4月開店[12]）

## かつて存在した関連企業
- 合資会社アヅマヤ洋品店（延岡市大字中町649[24]、1936年（昭和11年）1月30日設立[9]）

資本金10万円、代表社員・永野作一
- アヅマヤ株式会社（延岡市中央通2-3-3[11]、1951年（昭和26年）4月1日設立[11]）

資本金1000万円、各種繊維品卸売業